# Tamar (Lommel)
Das Mutterhaus Tamar war eine soziale Einrichtung in Lommel, Belgien, die Frauen und Kinder in schwierigen Lebenslagen Unterkunft bot. Das Haus gehörte dien Schwestern der hl. Kindheit Jesu und ist inzwischen geschlossen.

## Geschichte
Das Mutterhaus Tamar wurde ursprünglich gegründet, um Frauen und Kindern Schutz und Unterstützung zu bieten. Im Laufe der Zeit kam es jedoch zu zahlreichen Berichten über Missstände, insbesondere im Zusammenhang mit Zwangsarbeit und erzwungenen Adoptionen.

## Zwangsarbeit und erzwungene Adoptionen
Im Mutterhaus Tamar wurden Bewohnerinnen Opfer von Zwangsarbeit. Sie wurden zu unbezahlter Arbeit gezwungen, oft unter strengen Bedingungen. Zudem wurden vielen Müttern unter Druck oder ohne ihre Zustimmung ihre Kinder weggenommen und zur Adoption freigegeben, was heute als Teil der sogenannten „Kinderen van de Kerk“-Skandale angesehen wird.
Diese Praktiken wurden im Rahmen der belgischen parlamentarischen Untersuchungskommission „De Erfenis“ umfassend untersucht. Die Kommission dokumentierte die systematischen Misshandlungen und das Unrecht, das im Mutterhaus Tamar und ähnlichen Einrichtungen begangen wurde.

## Folgen und Aufarbeitung
Die Enthüllungen führten zu weitreichenden gesellschaftlichen Diskussionen und zu Forderungen nach Entschädigung der Opfer. Die Schließung des Mutterhauses Tamar erfolgte im Zuge dieser Aufarbeitung.
Heute wird das Mutterhaus Tamar als ein Beispiel für die dunkle Geschichte der „Kinderen van de Kerk“ und die Folgen von institutionellem Missbrauch in Belgien betrachtet.